# 戀愛花蕾
戀愛花蕾為2006年5月24日發行之日本歌手・倖田來未第31st單曲。

## 附註
- 12週單曲連發第12彈『Someday／Boys♥Girls』以來約隔3個月的新單曲。

- 本單曲為SMAP成員稻垣吾郎主演的連續劇「愛上恐龍妹」的主題歌。另外也在連續劇第11話中以主角・美幸的友人"クミ"的名稱友情演出。連續劇中的編劇鈴木おさむ也擔任了「Black Cherry」初回生産限定盤DVD連續劇「Cherry Girl」的編劇工作。

- 本曲中的歌詞的「～やっちゅーねん」使用了關西腔，又用顔文字（T_T）（＞_＜）（;_;）來做為感情的表達。另外也刷新了「you」手機鈴聲下載記錄，僅9日就達成100萬次的下載量，締造日本樂壇手機下載突破百萬人次的最快紀錄。

## 發行版本
- CD+DVD
- CD ONLY

## 曲目

### CD
1. 戀愛花蕾
作詞: 倖田來未、作曲: Yusuke Kato
2. 戀愛花蕾(A Cup Of Milk Tea Bossa Nova Version)
3. 戀愛花蕾(Instrumental)

### DVD
1. 戀愛花蕾 （MUSIC VIDEO）
2. 戀愛花蕾 （MAKING VIDEO）